# أحمد عبد الله باجور
أحمد عبد الله باجور هو كاتب مصري اشتهر بفضل تأليفهِ لكتاب «الباحة في السباحة» كما زادت شهرتهِ بفضل تحقيقهِ لعددٍ من الكتب لعلّ أبرزها «حصول الرفق بأصول الرزق» و«تحبير الموشين في التعبير بالسين والشين» وغيرها.

## المسيرة المهنيّة
نشرَ أحمد عبد الله باجور عددًا من الكتيّبات والكتب التي لم تلقَ رواجًا كبيرًا حتى نشر عام 2005 كتاب «الباحة في السباحة» عن مكتبة الدار العربية للكتاب في 124 صفحة، وهو الكتاب الذي حقّق بعض الشهرة للكاتب أحمد باجور. اعتُبر الكتـاب من المؤلفات الثرية بمضمونها والغنية بمحتواها بحسبِ كلام بعض النقاد، حيث يُبيّن الكتاب أهمية السباحة في الإسلام متناولاً خلال ذلك حقوق الأبناء على الآباء وحقوق الآباء على الأبناء، كما يذكرُ أقوال الإمام الشافعي في هذا الموضوع ثم يعرج على مهارات الفروسية والمسابقة على الخيال، والمعاجم الثلاثة للطبرانى، ومعنى المقامسة في الماء، وبالكتاب مجموعة من الفهارس والمراجع والدوريات. ساهمَ باجور أيضًا في تحقيق كتاب أربعون حديثًا في فضائل المدينة المنورة وهو الكتاب الذي يسردُ – كما يدل على ذلك العنوان – أربعون فضيلة من فضائل المدينة.

## قائمة أعماله
هذه قائمةٌ بأبرز أعمال الكاتب أحمد عبد الله باجور:
- الباحة في السباحة[5]
- الأذكار المنتخبة من كلام سيد الأبرار صلى الله عليه وسلم للإمام النووي[6]
- أربعون حديثًا في فضائل المدينة المنورة (تحقيق)[7]
- تحبير الموشين في التعبير بالسين والشين (تحقيق)[8]
- حصول الرفق بأصول الرزق (تحقيق)[9]